# Albert Desenfans
Pour les articles homonymes, voir Desenfans.
Constant Albert Desenfans, né à Genappe le 24 janvier 1845 et mort à Braine-l'Alleud le 12 mars 1938 , est un sculpteur belge.

## Biographie
Albert Desenfans est l'élève de Louis Jehotte et de Eugène Simonis à l'Académie Royale des Beaux-Arts de Bruxelles.
Avec Thomas Vinçotte et Jef Lambeaux il fut un des sculpteurs qui créèrent les œuvres qui ornent les Arcades du Cinquantenaire dans le parc du même nom à Bruxelles.

## Hommage
Une avenue de Schaerbeek, commune où il habita, porte son nom.

## Quelques œuvres

### Sculptures en pierre
- Parc de la Dodaine à Nivelles :

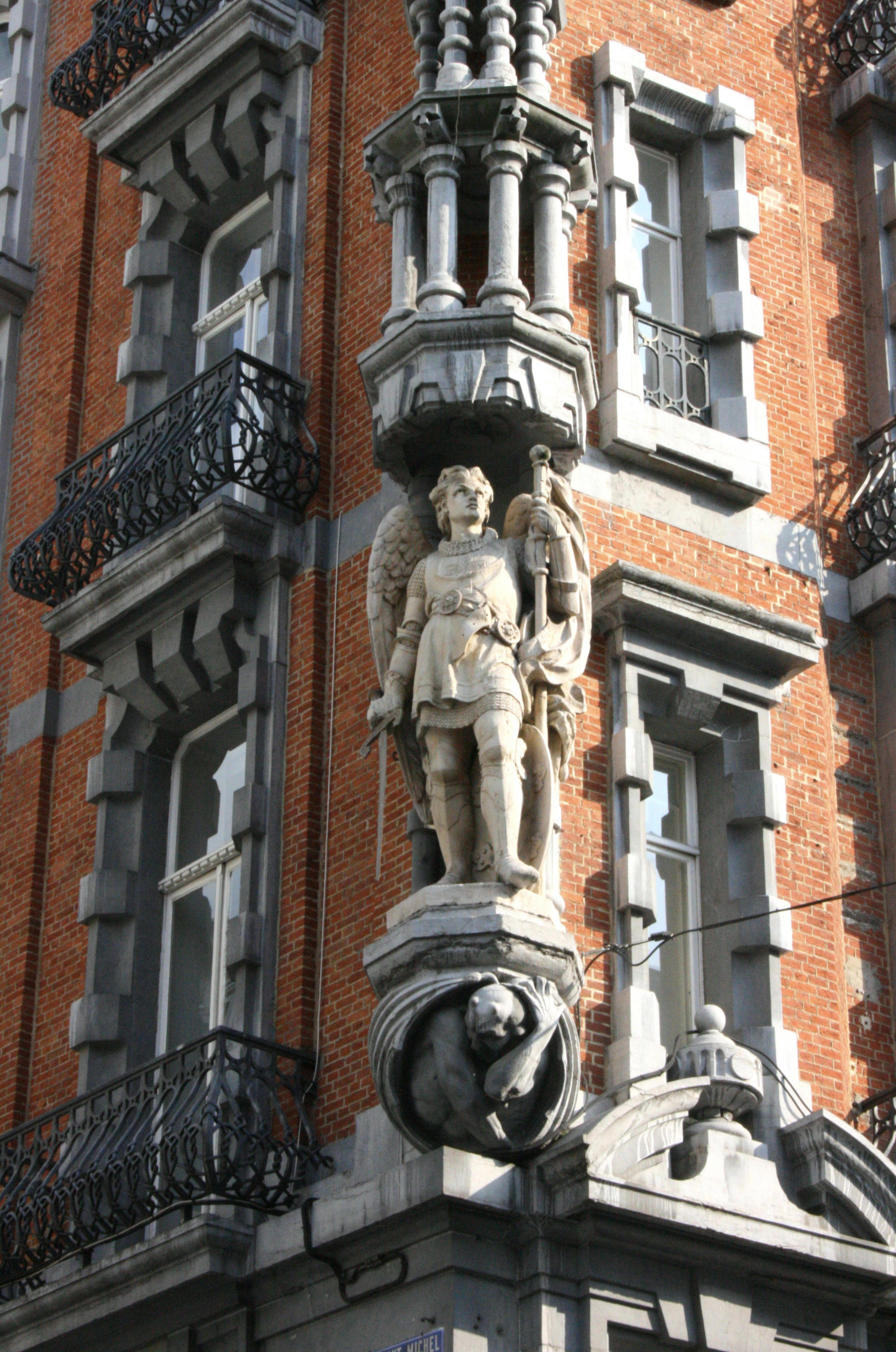
Boulevard Adolphe Max : Saint-Michel

  - Angelots (provenant de la grand poste de Bruxelles, détruite).
- Passage du Nord à Bruxelles :
  - Le Jour
  - La Nuit
- Boulevard Adolphe Max 11-17, Bruxelles :
  - Statue de Saint-Michel

### Statues en bronze
- Arcades du Cinquantenaire, Bruxelles :
  - Province de Hainaut
  - Province de Limbourg
- Jardin botanique de Bruxelles :
  - Le Lys
- Parc Josaphat à Schaerbeek :
  - Ève tentée par le serpent
  - L'élagueur
- Parc du Petit Sablon à Bruxelles (métiers) :
  - Le couvreur de tuiles
  - Le tanneur
  - Le tapissier
- Au Musée de Bruxelles,  Mathieu de Layens , buste en bronze daté de 1883

De nombreux bronzes de petite dimension 